# Sáfránycsiröge
A sáfránycsiröge (Xanthopsar flavus) a madarak osztályának verébalakúak (Passeriformes) rendjébe, azon belül a csirögefélék (Icteridae) családjába tartozó Xanthopsar nem egyetlen faja.

## Rendszerezése
A fajt Johann Friedrich Gmelin német természettudós írta le 1788-ban, az Oriolus  nembe Oriolus flavus  néven. Egyes szervezetek az Agelaius nembe sorolják Agelaius flavus néven.

## Előfordulása
Dél-Amerikában, Argentína, Brazília, Paraguay és Uruguay területén honos. A természetes élőhelye szubtrópusi és trópusi szezonálisan elárasztott legelők és szántóföldek, valamint folyók, patakok és mocsarak környéke. Állandó, nem vonuló faj.

## Megjelenése
A hím testhossza átlagosan 20 centiméter, a testtömege 42,5 gramm, a tojóé 39,3 gramm.
|  |

## Életmódja
Rovarokkal táplálkozik, de fogyaszt kisebb gerinceseket és magvakat is.